# سوزان كاتر
سوزان كاتر (بالإنجليزية: Susan L. Cutter)‏ هي جغرافية أمريكية، ولدت في 1950 في سينسيناتي في الولايات المتحدة.